# Persone di nome Anna/Nobili
| Questa pagina contiene informazioni ricavate automaticamente dalle voci biografiche con l'ausilio del template Bio e di un bot. L'aggiornamento è periodico e automatico e ricostruisce completamente la pagina. Se manca una persona in questa lista, sei pregato di non aggiungerla, ma accertati piuttosto che la sua voce biografica contenga il template Bio e che i dati anagrafici siano correttamente compilati. Se il template Bio manca, inseriscilo tu stesso o, in alternativa, metti l'avviso {{tmp\|Bio}} che ne segnala la mancanza. Se i dati riportati sono sbagliati, correggi direttamente la voce biografica; le modifiche saranno visibili in questa lista entro pochi giorni. Per chiarimenti vedi il progetto antroponimi. La lista contiene solo le 75 persone che sono citate nell'enciclopedia e per le quali è stato implementato correttamente il template Bio. Pagina aggiornata al 6 ago 2025. |

Questa è una lista di persone presenti nell'enciclopedia che hanno il nome Anna e sono nobili.

## A(21)
- Anna Elisabetta di Anhalt-Bernburg, nobile (Bernburg, n. 1647 - Bernstadt, † 1680)
- Anna di Anhalt-Bernburg, nobile (Bernburg, n. 1640 - Sonnewalde, † 1704)
- Anna Emilia di Anhalt-Köthen-Pless, nobile tedesca (Pleß, n. 1770 - Fürstenstein, † 1830)
- Anna Maria del Palatinato-Neuburg, nobile tedesca (Neuburg, n. 1575 - Dornburg, † 1643)
- Anna di Montafià, nobile francese (Parigi, n. 1577 - Parigi, † 1644)
- Anna de Mendonça, nobile portoghese (n. 1460)
- Anna Elisabetta Luisa di Brandeburgo-Schwedt, nobile (Schwedt, n. 1738 - Berlino, † 1820)
- Anna di Świdnica, nobile polacca (Świdnica, n. 1339 - Praga, † 1362)
- Anna d'Assia, nobile (Kassel, n. 1529 - Meisenheim, † 1591)
- Anna di Laval, nobile francese (Vitré, n. 1505 - Craon, † 1554)
- Anna di Guisa, nobile francese (n. 1600 - † 1638)
- Anna Margherita di Assia-Homburg, nobile tedesca (Bad Homburg, n. 1629 - Oberkotzau, † 1686)
- Anna Maria di Anhalt, nobile tedesca (Zerbst, n. 1561 - Brzeg, † 1605)
- Anna di Forez, nobile francese (n. 1358 - Moulins, † 1417)
- Anna di Zähringen, nobile tedesca (Bad Urach, n. 1162 - † 1226)
- Anna Maria d'Ungheria, nobile ungherese (Ungheria, n. 1204 - † 1237)
- Anna d'Ungheria, nobile ungherese (Ungheria, n. 1226)
- Anna di Boemia, nobile polacca (n. 1204 - † 1265)
- Anna di Tver', nobile (Davyd-Haradok, † 1471)
- Anna Dovara, nobile italiana (Isola Dovarese - Mantova)
- Anna Anachoutlou, nobile bizantina († 1342)

## B(5)
- Anna Maria di Baden-Durlach, nobile tedesco (Strasburgo, n. 1617 - Basilea, † 1672)
- Anna di Boemia, nobile cecoslovacca (Praga, n. 1366 - Sheen Manor, † 1394)
- Anna di Braunschweig-Grubenhagen, nobile tedesca (Monaco di Baviera, n. 1414 - † 1474)
- Anna Maria di Brunswick-Lüneburg, nobile (Hann. Münden, n. 1532 - Neuhausen, † 1568)
- Anna Amalia di Brunswick-Wolfenbüttel, nobile tedesca (Wolfenbüttel, n. 1739 - Weimar, † 1807)

## C(2)
- Anna Cabrera Ximénez, nobile italiana (Modica, n. 1460 - Medina de Rioseco, † 1526)
- Anna Canalis di Cumiana, nobile italiana (Torino, n. 1680 - Pinerolo, † 1769)

## D(26)
- Anna di Cipro, nobile (Nicosia, n. 1419 - Ginevra, † 1462)
- Anna Maria Francesca di Sassonia-Lauenburg, nobile (Neuhaus an der Elbe, n. 1672 - Reichstadt, † 1741)
- Anna d'Alençon, nobile (Alençon, n. 1492 - Casale Monferrato, † 1562)
- Anna d'Asburgo, nobile austriaca (Praga, n. 1528 - Monaco di Baviera, † 1590)
- Anna d'Asburgo, nobile austriaca (Vienna, n. 1432 - Eckartsberga, † 1462)
- Anna di Beaujeu, nobile (Genappe, n. 1461 - Chantelle, † 1522)
- Anna d'Asburgo, nobile austriaca (n. 1280 - Breslavia, † 1328)
- Anna Eleonora d'Assia-Darmstadt, nobile (Darmstadt, n. 1601 - Herzberg, † 1659)
- Anna d'Assia-Darmstadt, nobile (Darmstadt, n. 1583 - Laubach, † 1631)
- Anna di Assia-Darmstadt, nobile (Darmstadt, n. 1843 - Schwerin, † 1865)
- Anna De Gregorio, nobile spagnola (Siviglia, n. 1802 - Bologna, † 1886)
- Dorotea di Medem, nobile (Palazzo di Mežotne, n. 1761 - Löbichau, † 1821)
- Anna d'Este, nobile (Ferrara, n. 1531 - Parigi, † 1607)
- Anna di Holstein-Gottorp, nobile tedesca (Gottorp, n. 1575 - † 1625)
- Anna Leopardi, nobile italiana (Bologna, n. 1918 - Recanati, † 2010)
- Anna de' Medici, nobile italiana (Firenze, n. 1616 - Vienna, † 1676)
- Anna Maria Luisa d'Orléans, nobile francese (Parigi, n. 1627 - Parigi, † 1693)
- Anna de' Medici, nobile italiana (Firenze, n. 1553 - Firenze, † 1553)
- Anna di Borgogna, nobile francese (Parigi, n. 1404 - Parigi, † 1432)
- Anna del Gesù di Braganza, nobile (Mafra, n. 1806 - Roma, † 1857)
- Anna di Meclemburgo, nobile tedesca (n. 1533 - Schwerin, † 1602)
- Anna Maria di Meclemburgo-Schwerin, nobile (Schwerin, n. 1627 - Halle, † 1669)
- Anna Petrovna Romanova, nobile (Mosca, n. 1708 - Kiel, † 1728)
- Anna Maria di Sassonia, nobile (Dresda, n. 1836 - Napoli, † 1859)
- Anna Luisa di Schönburg-Waldenburg, nobile tedesca (Ottendorf-Okrilla, n. 1871 - Sondershausen, † 1951)
- Anna di York, nobile (Fotherighay, n. 1439 - Mechelen, † 1476)

## E(1)
- Audrey Emery, nobile (Cincinnati, n. 1904 - Palm Beach, † 1971)

## G(3)
- Anna Caterina Gonzaga, nobile italiana (Mantova, n. 1566 - Innsbruck, † 1621)
- Anna Maria di Gonzaga-Nevers, nobile francese (Parigi, n. 1616 - Parigi, † 1684)
- Anna Isabella Gonzaga, nobile italiana (Guastalla, n. 1655 - Mantova, † 1703)

## H(2)
- Anna Sofia di Brandeburgo, nobile (Berlino, n. 1598 - Berlino, † 1659)
- Anna Hyde, nobile britannica (Windsor, n. 1637 - Londra, † 1671)

## K(1)
- Anna Alekseevna Koltovskaja, nobile russa (Tichvin, † 1626)

## M(3)
- Maria Mancini, nobile italiana (Roma, n. 1639 - Pisa, † 1715)
- Anna de' Medici, nobile italiana (Firenze, n. 1569 - Firenze, † 1584)
- Anna Mortimer, nobile britannica (Contea di Westmeath, n. 1390 - † 1411)

## O(1)
- Anna di Oldenburg, nobile (Oldenburg, n. 1501 - Emden, † 1575)

## P(4)
- Anna Maria del Palatinato-Simmern, nobile tedesca (Heidelberg, n. 1561 - Eskilstuna, † 1589)
- Anna Pieri Brignole Sale, nobile italiana (Siena, n. 1765 - Castello di Schönbrunn, † 1815)
- Anna Plochl, nobile austriaca (Bad Aussee, n. 1804 - Bad Aussee, † 1885)
- Anna di Prussia, nobile tedesca (Königsberg, n. 1576 - Berlino, † 1625)

## S(5)
- Anna Maria Schultheiss, nobile tedesco (Donaueschingen, n. 1760 - Roma, † 1840)
- Anna Sofia di Schwarzburg-Rudolstadt, nobile tedesca (Rudolstadt, n. 1700 - Römhild, † 1780)
- Anna Maria Sforza, nobile italiana (Milano, n. 1476 - Ferrara, † 1497)
- Anna Stanley, nobile britannica (n. 1580 - Ruislip)
- Anna Stuart, nobile britannica (St. James's Palace, n. 1637 - Richmond Palace, † 1640)

## T(1)
- Anna Trastámara d'Aragona, nobile spagnola (Segorbe - Rivarolo Mantovano, † 1567)